# ماهواره پیام
ماهوارهٔ پیام، ماهوارهٔ ایرانی بود که توسط دانشگاه صنعتی امیرکبیر طراحی و ساخته شده بود. این ماهواره قرار بود در مدار ۵۰۰ کیلومتری زمین قرار بگیرد و برای منظورهای مختلف مورد استفاده قرار گیرد. اما در روز پرتاب نتوانست در مدارش قرار بگیرد و سقوط کرد. سید احمد معتمدی رئیس دانشگاه امیرکبیر اذعان کرد ماهواره پیام به مدت ۳۰۰ ثانیه در مدار قرار گرفت. او اشاره کرد حتی ممکن است ماهواره بیش از ۶ دقیقه در مدار قرار گرفته باشد چون ماهواره همواره در دید آنتن نیست.
علت این امر نداشتن سرعت اولیهٔ لازم، حدود ۸ کیلومتر بر ثانیه عنوان شد.
قرار است ماهوارهٔ پیام ۲ در عرض یک سال در دانشگاه امیرکبیر ساخته شود.

## زمان و هزینهٔ ساخت
طراحی این ماهواره از سال ۸۴ آغاز شد و ساخت آن ۱۰ تا ۱۱ سال طول کشید. هزینهٔ ساخت ماهوارهٔ پیام در این مدت زمان ۱۰ میلیارد تومان اعلام شد.

## ویژگی‌ها
دقت تصویر برداری (رزولوشن) این ماهواره ۴۵ متر بود.
این ماهواره با وزن ۱۰۰ کیلوگرم از سری میکرو ماهواره‌ها بود.

## ماموریت‌ها
- بررسی پوشش گیاهی
- بهبود پایش گرد وغبار
- اندازه‌گیری تشعشعات فضایی با هدف بررسی اثر پرتوهای کیهانی بر عملکرد ماهواره

این ماهواره با توجه به عدم قرارگیری صحیح در مدار زمین تنها توانست شش دقیقه سیگنال ارسال کند.

## پرتاب ماهواره
این ماهواره در ساعات اولیهٔ صبح روز سه‌شنبه، ۲۵ دی ماه ۱۳۹۷، با استفاده از ماهواره‌بر سیمرغ از پایگاه فضایی امام خمینی و در حضور وزرای ارتباطات و فناوری ایران در دولت‌های هشتم تا دوازدهم به فضا پرتاب شد.
ماهوارهٔ پیام به فضا پرتاب شد اما در مدار زمین قرار نگرفت.
این ماهواره پس از عدم موفقیت برای قرارگیری در مدار زمین، به علت سرعت اولیهٔ ناکافی ماهواره، سقوط کرد و بقایای آن در اقیانوس هند افتاد.